# Macromitrium funicaule
Macromitrium funicaule är en bladmossart som beskrevs av W. P. Schimper och Bescherelle 1880. Macromitrium funicaule ingår i släktet Macromitrium och familjen Orthotrichaceae. Inga underarter finns listade i Catalogue of Life.